# アルヴァロ・セメド

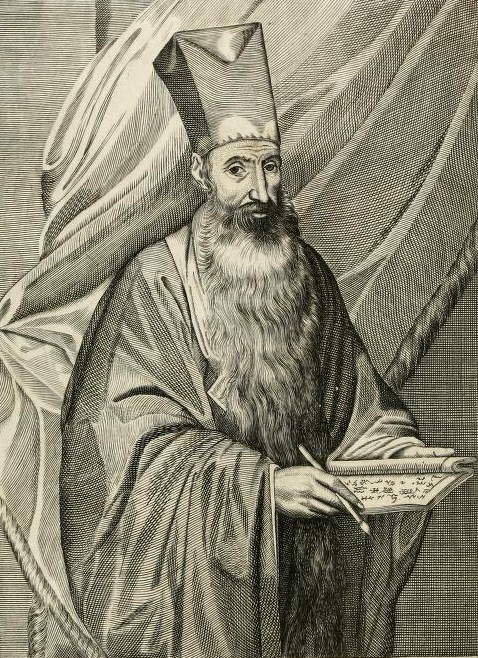
『中華帝国誌』英語版に見えるセメドの肖像

アルヴァロ・セメド（Álvaro Semedo、1585年? - 1658年）は、ポルトガルのイエズス会修道士。明末の中国で布教した。『中華帝国誌』を著し、また大秦景教流行中国碑を最初に見たヨーロッパ人として知られる。
中国名ははじめ謝務禄(Xiè Wùlù)、のちに曽徳昭(Zēng Dézhào)。

## 略歴
セメドはポルタレグレ県ニーザに生まれ、17歳のときにエヴォラでイエズス会に入会した。1608年にインドのゴアへ行き、そこで5年間学習した。
1613年にマカオから南京にはいったが、1616年に沈㴶（しんかく）のキリスト教弾圧がはじまり、セメドは他の宣教師とともにマカオに追放された。楊廷筠の助けによって、中国名を曽徳昭に変えた上で1620年にひそかに中国に戻り、杭州を中心として中国南方の各地で布教した。1625年に西安近郊で大秦景教流行中国碑を実見し、その報告を北京にいる仲間の宣教師に送った。
1636年、セメドは宣教活動を報告するための代表に選ばれた。1637年にマカオを出発し、1640年にリスボン、1642年にローマに到着した。新しい中国派遣宣教師とともに1644年に中国に戻ったが、すでに明は崩壊し、中国北部は満州族が支配していた。
セメドは1649年に広州に赴任した。また肇慶の永暦帝のもとでも働いたが、新任のミハウ・ボイムに交代して広州に戻った。翌1650年に清が広州を攻撃し、セメドは投獄されたが、アダム・シャールの仲間であったために解放された。その後も広州に住み、1658年に没した。

## 主要な著書
セメドはヨーロッパ訪問時に中国に関する書籍『中華帝国誌』を書いた。この書物の原文はポルトガル語で書かれていたと言われるが現存しない。出版されたことが明らかなのはスペイン語訳（1642年）がもっとも古い。17世紀のうちにイタリア語、フランス語、英語にも翻訳され、広く読まれた。大秦景教流行中国碑やキリスト教迫害の話のほか、科挙についても詳しく述べている。
日本語訳はリッチ、セメード『中国キリスト教布教史』第2巻（大航海時代叢書第2期、岩波書店1983）に「チナ帝国誌」の題で収められている（矢沢利彦訳注）。
明代のキリスト教迫害について記した書物に以下のものがある。
- Narré veritable de la persécution excitée contre les Chrestiens au Royaume de la Chine. Paris. (1620)

ほかに『字考』というポルトガル語と中国語の双方向辞典を編纂したが、現在のところ出版されていない。